# Stichprobenmedian
Der Stichprobenmedian, auch (zufälliger) empirischer Median genannt, ist eine spezielle Funktion in der mathematischen Statistik, einem Teilgebiet der Mathematik. Er ist eine Schätzfunktion und wird in der Schätztheorie dazu verwendet, den Median einer unbekannten, zugrunde liegenden Wahrscheinlichkeitsverteilung zu schätzen.
Der Stichprobemedian sollte nicht mit dem Median der deskriptiven Statistik oder dem Median im Sinne der Wahrscheinlichkeitstheorie verwechselt werden. Diese beiden sind Kennzahlen einer Stichprobe bzw. einer Verteilung, wohingegen der Stichprobenmedian eine Funktion ist. Für Details siehe Abschnitt Abgrenzung.

## Definition
Gegeben seien {\displaystyle n} Zufallsvariablen {\displaystyle X_{1},X_{2},\dots ,X_{n}} und seien {\displaystyle X_{(1)},X_{(2)},\dots ,X_{(n)}} die Ordnungsstatistiken der Zufallsvariablen. Dann heißt
{\displaystyle \mu _{1/2}:={\begin{cases}X_{({\tfrac {n+1}{2}})}&{\text{ falls }}n{\text{ ungerade }}\\{\tfrac {1}{2}}(X_{({\tfrac {n}{2}})}+X_{({\tfrac {n}{2}}+1)})&{\text{ falls }}n{\text{ gerade }}\end{cases}}}
der Stichprobenmedian.

## Abgrenzung
Die Unterschiede des Stichprobenmedians und des Medians einer Stichprobe bzw. einer Wahrscheinlichkeitsverteilung ergeben sich aus dem Kontext ihrer Verwendung.
Der Median im Sinne der Wahrscheinlichkeitstheorie ist eine Kennzahl einer Wahrscheinlichkeitsverteilung und damit Kennzahl einer (Mengen-)Funktion. In der mathematischen Statistik wird nun von einer unbekannten, aber eindeutig bestimmten Wahrscheinlichkeitsverteilung ausgegangen. Auf Basis von Stichproben, welche entsprechend dieser Wahrscheinlichkeitsverteilung erzeugt wurden, soll eine Schätzung vorgenommen werden. Dies geschieht mithilfe geeigneter Schätzfunktionen. Will man nun den Median der Wahrscheinlichkeitsverteilung schätzen, so wählt man den Stichprobenmedian als Schätzfunktion. Der Median einer Stichprobe kann dann als Realisierung des Stichprobenmedians (als Zufallsvariable) aufgefasst werden. Somit verhalten sich Median einer Stichprobe (Schätzwert) zu dem Stichprobenmedian (Schätzfunktion) zueinander wie Funktionswert zur Funktion. Insbesondere kann der Stichprobenmedian auch auf die klassischen Qualitätskriterien von Schätzfunktion wie Erwartungstreue untersucht werden. Dies ist für den Median einer Stichprobe nicht sinnvoll möglich.